# Tour du Portugal 2017
La 79e édition du Tour du Portugal a lieu du 4 au 15 août 2017. La course, qui est inscrite au calendrier de l'UCI Europe Tour 2017 en catégorie 2.1, est composée de 9 étapes en ligne, entre un prologue et un contre-la-montre.
Initialement vainqueur du général et de deux étapes, Raúl Alarcón est disqualifié pour dopage.

## Présentation

### Équipes
Classé en catégorie 2.1 de l'UCI Europe Tour, le Tour du Portugal est par conséquent ouvert aux WorldTeams dans la limite de 50 % des équipes participantes, aux équipes continentales professionnelles, aux équipes continentales et aux équipes nationales.
Dix-huit équipes participent à ce Tour du Portugal - une équipe continentale professionnelle et dix-sept équipes continentales :
| Équipe continentale professionnelle | Équipe continentale professionnelle | Équipe continentale professionnelle |
| Nom de l'équipe                     | Pays                                | Code                                |
| ----------------------------------- | ----------------------------------- | ----------------------------------- |
| Israel Cycling Academy              | Israël                              | ICA                                 |

| Équipes continentales           | Équipes continentales | Équipes continentales |
| Nom de l'équipe                 | Pays                  | Code                  |
| ------------------------------- | --------------------- | --------------------- |
| Armée de Terre                  | France                | ADT                   |
| Bike Aid                        | Allemagne             | BAI                   |
| RP Boavista                     | Portugal              | BOA                   |
| Efapel                          | Portugal              | EFP                   |
| Euskadi Basque Country-Murias   | Espagne               | EUS                   |
| GM Europa Ovini                 | Italie                | GME                   |
| H&R Block                       | Canada                | HRB                   |
| JLT Condor                      | Royaume-Uni           | JLT                   |
| Kuwait-Cartucho.es              | Koweït                | KWC                   |
| LA Aluminios-Metalusa-BlackJack | Portugal              | LAA                   |
| Louletano-Hospital de Loulé     | Portugal              | LHL                   |
| Metec-TKH-Mantel                | Pays-Bas              | MET                   |
| Sporting-Tavira                 | Portugal              | STA                   |
| Dauner D&DQ-Akkon               | Allemagne             | TDA                   |
| Unieuro Trevigiani-Hemus 1896   | Bulgarie              | UNI                   |
| Vorarlberg                      | Autriche              | VOL                   |
| W52-FC Porto                    | Portugal              | W52                   |

## Étapes
L'édition 2017 du Tour du Portugal est composée de onze étapes pour un total de 1 626,7 kilomètres à parcourir. Le 11 août est la journée de repos.
| Étape     | Date    | Villes étapes                          | type                        | Distance (km) | Vainqueur d'étape        | Leader du classement général |
| --------- | ------- | -------------------------------------- | --------------------------- | ------------- | ------------------------ | ---------------------------- |
| Prologue  | 4 août  | Lisbonne – Lisbonne                    | contre-la-montre individuel | 5,4           | Damien Gaudin            | Damien Gaudin                |
| 1re étape | 5 août  | Vila Franca de Xira – Castelo Branco   | étape vallonnée             | 203           | Raúl Alarcón             | Raúl Alarcón                 |
| 2e étape  | 6 août  | Reguengos de Monsaraz – Castelo Branco | étape vallonnée             | 214,7         | Samuel Caldeira          | Raúl Alarcón                 |
| 3e étape  | 7 août  | Figueira de Castelo Rodrigo – Bragance | étape de moyenne montagne   | 162,7         | Bryan Alaphilippe        | Raúl Alarcón                 |
| 4e étape  | 8 août  | Macedo de Cavaleiros – Mondim de Basto | étape de montagne           | 152,7         | Raúl Alarcón             | Raúl Alarcón                 |
| 5e étape  | 9 août  | Boticas – Viana do Castelo             | étape vallonnée             | 179,6         | Gustavo César Veloso     | Raúl Alarcón                 |
| 6e étape  | 10 août | Braga – Fafe                           | étape de moyenne montagne   | 182,7         | Rui Sousa                | Raúl Alarcón                 |
|           | 11 août | Jour de repos                          | Jours de repos              |               |                          |                              |
| 7e étape  | 12 août | Lousada – Santo Tirso                  | étape vallonnée             | 161,9         | António Barbio           | Raúl Alarcón                 |
| 8e étape  | 13 août | Gondomar – Oliveira de Azeméis         | étape vallonnée             | 159,8         | Vicente García de Mateos | Raúl Alarcón                 |
| 9e étape  | 14 août | Lousã – Guarda                         | étape de montagne           | 184,1         | Amaro Antunes            | Raúl Alarcón                 |
| 10e étape | 15 août | Viseu – Viseu                          | contre-la-montre individuel | 20,1          | Gustavo César Veloso     | Raúl Alarcón                 |

## Déroulement de la course

### Prologue
Le Français Damien Gaudin, leader de l'équipe cycliste Armée de terre, gagne dans la capitale portugaise avec une moyenne de 50,6 km/h pour les 5,4 kilomètres de ce contre-la-montre. Il revêt le premier maillot jaune de l'édition 2017. Derrière lui se trouve le champion portugais du contre-la-montre, Domingos Gonçalves à 2 secondes et l'Espagnol Alejandro Marque, troisième à 3 secondes. Ce contre-la-montre met également en évidence le jeune Canadien Travis Samuel qui revêt le maillot blanc du meilleur jeune.
| Classement de l'étape | Classement de l'étape | Classement de l'étape | Classement de l'étape | Classement de l'étape |
|                       | Coureur               | Pays                  | Équipe                | Temps                 |
| --------------------- | --------------------- | --------------------- | --------------------- | --------------------- |
| 1er                   | Damien Gaudin         | France                | ADT                   | en 6 min 24 s         |
| 2e                    | Domingos Gonçalves    | Portugal              | BOA                   | + 2 s                 |
| 3e                    | Alejandro Marque      | Espagne               | STA                   | + 3 s                 |
| 4e                    | James Gullen          | Royaume-Uni           | JLT                   | + 4 s                 |
| 5e                    | Travis Samuel         | Canada                | HRB                   | + 9 s                 |
| 6e                    | Jesús Ezquerra        | Espagne               | STA                   | + 11 s                |
| 7e                    | Théry Schir           | Suisse                | VOL                   | + 11 s                |
| 8e                    | Stefan Schumacher     | Allemagne             | KWC                   | + 11 s                |
| 9e                    | Gian Friesecke        | Suisse                | VOL                   | + 12 s                |
| 10e                   | Óscar Rodríguez       | Espagne               | EUS                   | + 13 s                |
| modifier              |                       |                       |                       |                       |

| Classement général | Classement général   | Classement général | Classement général | Classement général |
|                    | Coureur              | Pays               | Équipe             | Temps              |
| ------------------ | -------------------- | ------------------ | ------------------ | ------------------ |
| 1er                | Damien Gaudin        | France             | ADT                | en 6 min 24 s      |
| 2e                 | Domingos Gonçalves / | Portugal           | BOA                | + 2 s              |
| 3e                 | Alejandro Marque     | Espagne            | STA                | + 3 s              |
| 4e                 | James Gullen         | Royaume-Uni        | JLT                | + 4 s              |
| 5e                 | Travis Samuel        | Canada             | HRB                | + 9 s              |
| 6e                 | Jesús Ezquerra       | Espagne            | STA                | + 11 s             |
| 7e                 | Théry Schir          | Suisse             | VOL                | + 11 s             |
| 8e                 | Stefan Schumacher    | Allemagne          | KWC                | + 11 s             |
| 9e                 | Gian Friesecke       | Suisse             | VOL                | + 12 s             |
| 10e                | Óscar Rodríguez      | Espagne            | EUS                | + 13 s             |
| modifier           |                      |                    |                    |                    |

### 1reétape
La 1re étape du 79e tour du Portugal, sur un parcours de 203 kilomètres (deuxième étape la plus longue de cette édition), allant de Vila Franca de Xira à Setúbal. L'heure de départ est prévue à 12h30. Pour l'acquisition du maillot vert (points), 3 sprints intermédiaires jalonnent le parcours, aux kilomètres 27,9 (Cartaxo), 61 (Almeirim), et 156,1 (Palmela). Une côte de 4e catégorie (kilomètre 40,9 à Santarém) et deux de 3e catégorie au kilomètre 172,6 (Alto das necessidades) et au kilomètre 189,7 (Alto da Arrabida) jalonnent le parcours et attribueront des points pour le meilleur grimpeur.
| Classement de l'étape | Classement de l'étape    | Classement de l'étape | Classement de l'étape | Classement de l'étape |
|                       | Coureur                  | Pays                  | Équipe                | Temps                 |
| --------------------- | ------------------------ | --------------------- | --------------------- | --------------------- |
| 1er                   | Raúl Alarcón             | Espagne               | W52                   | en 4 h 55 min 57 s    |
| 2e                    | Amaro Antunes            | Portugal              | W52                   | + 11 s                |
| 3e                    | David de la Fuente       | Espagne               | LHL                   | m.t                   |
| 4e                    | Vicente García de Mateos | Espagne               | LHL                   | m.t                   |
| 5e                    | Rinaldo Nocentini        | Italie                | STA                   | m.t                   |
| 6e                    | César Fonte              | Portugal              | LAA                   | m.t                   |
| 7e                    | Davide Rebellin          | Italie                | KWC                   | m.t                   |
| 8e                    | Gustavo César Veloso     | Espagne               | W52                   | m.t                   |
| 9e                    | Alejandro Marque         | Espagne               | STA                   | m.t                   |
| 10e                   | Sérgio Paulinho          | Portugal              | EFP                   | m.t                   |
| modifier              |                          |                       |                       |                       |

| Classement général | Classement général       | Classement général | Classement général | Classement général |
|                    | Coureur                  | Pays               | Équipe             | Temps              |
| ------------------ | ------------------------ | ------------------ | ------------------ | ------------------ |
| 1er                | Raúl Alarcón /           | Espagne            | W52                | en 5 h 2 min 29 s  |
| 2e                 | Alejandro Marque         | Espagne            | STA                | + 6 s              |
| 3e                 | Domingos Gonçalves       | Portugal           | BOA                | + 15 s             |
| 4e                 | Rinaldo Nocentini        | Italie             | STA                | + 16 s             |
| 5e                 | Gustavo César Veloso     | Espagne            | W52                | + 17 s             |
| 6e                 | Sérgio Paulinho          | Portugal           | EFP                | + 20 s             |
| 7e                 | Amaro Antunes            | Portugal           | W52                | + 22 s             |
| 8e                 | Rui Sousa                | Portugal           | BOA                | + 25 s             |
| 9e                 | Vicente García de Mateos | Espagne            | LHL                | + 29 s             |
| 10e                | Davide Rebellin          | Italie             | KWC                | + 32 s             |
| modifier           |                          |                    |                    |                    |

### 2eétape
Véritable étape marathon, cette seconde étape est longue de 214,7 kilomètres, la plus longue de cette édition. Avec un départ de Reguengos de Monsaraz, sous une chaleur accablante le thermomètre montant jusqu'à 43 degrés, l'échappée du jour (7 coureurs) voit fondre sur elle le peloton contrôlé méticuleusement par l'équipe portugaise du leader, la W52-FC Porto à trois kilomètres de l'arrivée. Cette deuxième étape voit la victoire du portugais Samuel Caldeira, après un sprint discuté au millimètre. Les commissaires ont analysé en détail les images de l'arrivée afin de clarifier les doutes sur le premier à franchir la ligne d'arrivée. Raúl Alarcón reste leader du classement général et du maillot vert (points). Avec son passage en tête au sommet de la côte de Monte Paleiros et sa deuxième place dans celle de la Serra de São Miguel, l'israélien Roy Goldstein endosse le maillot bleu du meilleur grimpeur, l'Espagnol Óscar Rodríguez garde celui de meilleur jeune de l'épreuve.
| Classement de l'étape | Classement de l'étape | Classement de l'étape | Classement de l'étape | Classement de l'étape |
|                       | Coureur               | Pays                  | Équipe                | Temps                 |
| --------------------- | --------------------- | --------------------- | --------------------- | --------------------- |
| 1er                   | Samuel Caldeira       | Portugal              | W52                   | en 5 h 38 min 16 s    |
| 2e                    | Antonio Parrinello    | Italie                | GME                   | m.t                   |
| 3e                    | Stéphane Poulhiès     | France                | ADT                   | m.t                   |
| 4e                    | Jason Lowndes         | Australie             | ICA                   | m.t                   |
| 5e                    | Fabian Lienhard       | Suisse                | VOL                   | m.t                   |
| 6e                    | César Fonte           | Portugal              | LAA                   | m.t                   |
| 7e                    | Raúl Alarcón /        | Espagne               | W52                   | m.t                   |
| 8e                    | Domingos Gonçalves    | Portugal              | BOA                   | m.t                   |
| 9e                    | Matteo Rotondi        | Italie                | GME                   | m.t                   |
| 10e                   | Amaro Antunes         | Portugal              | W52                   | m.t                   |
| modifier              |                       |                       |                       |                       |

| Classement général | Classement général       | Classement général | Classement général | Classement général  |
|                    | Coureur                  | Pays               | Équipe             | Temps               |
| ------------------ | ------------------------ | ------------------ | ------------------ | ------------------- |
| 1er                | Raúl Alarcón /           | Espagne            | W52                | en 10 h 40 min 45 s |
| 2e                 | Alejandro Marque         | Espagne            | STA                | + 6 s               |
| 3e                 | Domingos Gonçalves       | Portugal           | BOA                | + 15 s              |
| 4e                 | Rinaldo Nocentini        | Italie             | STA                | + 16 s              |
| 5e                 | Gustavo César Veloso     | Espagne            | W52                | + 17 s              |
| 6e                 | Sérgio Paulinho          | Portugal           | EFP                | + 20 s              |
| 7e                 | Amaro Antunes            | Portugal           | W52                | + 22 s              |
| 8e                 | Rui Sousa                | Portugal           | BOA                | + 25 s              |
| 9e                 | Vicente García de Mateos | Espagne            | LHL                | + 29 s              |
| 10e                | Davide Rebellin          | Italie             | KWC                | + 32 s              |
| modifier           |                          |                    |                    |                     |

### 3eétape
La 3e étape emmène les coureurs de Figueira de Castelo Rodrigo à Bragança soit 162,7 km, avec un départ prévu à 13 h 10. La troisième étape de ce tour a un parcours très tortueux et bosselé, qui comprend un col de 2e catégorie, à la Serra de Bornes qui s'élève à près de 800 m. Les premières difficultés de ce tour doivent permettre d'effectuer une première sélection pour le final, des hommes qui se dispute la victoire d'étape.
Bien que l'on s'attend à un écrémage, l'arrivée se fait au sprint et c'est le frère cadet de Julian Alaphilippe, Bryan Alaphilippe (Armée de terre) qui remporte ce dernier, devant le champion letton Krists Neilands (Israel Cycling Academy) et le Portugais Daniel Mestre (Efapel). L'Espagnol Raúl Alarcón (W52-FC Porto) conserve le maillot jaune et reste également détenteur de celui du classement par points. Au classement général, le Portugais Domingos Gonçalves (RP-Boavista) demeure en troisième position, mais grâce à un sprint intermédiaire remporte une bonification de 3 secondes qui lui permet de revenir à 12 secondes au général. Profitant d'une échappée, João Matias additionne quelques points qui lui permettent de revêtir le maillot bleu de leader du classement du meilleur grimpeur. Óscar Rodríguez, restant en blanc.
| Classement de l'étape | Classement de l'étape    | Classement de l'étape | Classement de l'étape | Classement de l'étape |
|                       | Coureur                  | Pays                  | Équipe                | Temps                 |
| --------------------- | ------------------------ | --------------------- | --------------------- | --------------------- |
| 1er                   | Bryan Alaphilippe        | France                | ADT                   | en 4 h 6 min 8 s      |
| 2e                    | Krists Neilands          | Lettonie              | ICA                   | m.t                   |
| 3e                    | Daniel Mestre            | Portugal              | EFP                   | m.t                   |
| 4e                    | Vicente García de Mateos | Espagne               | LHL                   | m.t                   |
| 5e                    | Marco Tizza              | Italie                | GME                   | m.t                   |
| 6e                    | Amaro Antunes            | Portugal              | W52                   | m.t                   |
| 7e                    | Fabian Lienhard          | Suisse                | VOL                   | m.t                   |
| 8e                    | Samuel Caldeira          | Portugal              | W52                   | m.t                   |
| 9e                    | Raúl Alarcón /           | Espagne               | W52                   | m.t                   |
| 10e                   | Jarno Gmelich            | Pays-Bas              | MET                   | m.t                   |
| modifier              |                          |                       |                       |                       |

| Classement général | Classement général       | Classement général | Classement général | Classement général  |
|                    | Coureur                  | Pays               | Équipe             | Temps               |
| ------------------ | ------------------------ | ------------------ | ------------------ | ------------------- |
| 1er                | Raúl Alarcón /           | Espagne            | W52                | en 14 h 46 min 53 s |
| 2e                 | Alejandro Marque         | Espagne            | STA                | + 6 s               |
| 3e                 | Domingos Gonçalves       | Portugal           | BOA                | + 12 s              |
| 4e                 | Rinaldo Nocentini        | Italie             | STA                | + 16 s              |
| 5e                 | Gustavo César Veloso     | Espagne            | W52                | + 17 s              |
| 6e                 | Sérgio Paulinho          | Portugal           | EFP                | + 20 s              |
| 7e                 | Amaro Antunes            | Portugal           | W52                | + 22 s              |
| 8e                 | Rui Sousa                | Portugal           | BOA                | + 25 s              |
| 9e                 | Vicente García de Mateos | Espagne            | LHL                | + 29 s              |
| 10e                | Davide Rebellin          | Italie             | KWC                | + 32 s              |
| modifier           |                          |                    |                    |                     |

### 4eétape
Ce mardi 8 août 2017, se dispute la 4e étape entre Macedo de Cavaleiros et Mondim de Basto, sur une distance de 152,7km. Cette étape est considérée comme l'une de celles qui est susceptible de désigner les potentiels gagnants de cette année. En dépit d'être une étape courte, l'arrivée au sommet de la devenue mythique Senhora da Graça, col de 1re catégorie dont les coureurs doivent escalader les 631 mètres de dénivellation en 8km (les 7 derniers kilomètres ont une pente moyenne de 7,9 %), rend son tracé très sélectif.
Le maillot jaune, Raúl Alarcón s'accorde le luxe de gagner pour la deuxième fois dans ce Tour, en remportant cette 4e étape l'une d'elles des étapes décisives. L'espagnol de 31 ans attaque dans les 500 derniers mètres et passe seul la ligne d'arrivée, accentuant l'avantage sur ses principaux concurrents. Amaro Antunes, son coéquipier, termine deuxième de l'étape et grimpe de 4 places au classement général accédant ainsi au podium, devenant du même coup, le meilleur portugais. Rinaldo Nocentini (Sporting-Tavira), troisième de l'étape, quant à lui accède à la deuxième du général à 25 secondes du maillot jaune. Parmi les dix premiers du général, quatre éléments sont de l'équipe bleu et blanche de W52-FC Porto (Raúl Alarcón, Amaro Antunes, Gustavo César Veloso, double vainqueur du tour du Portugal, et António Carvalho), ce qui reflète la main mise de l'équipe portiste sur cette 79e édition. À l'exception de la dernière montée, l'étape s'est déroulée sans faits marquants. C'est au cours des dix derniers kilomètres que l'équipe W52-FC Porto prend en charge la tête du peloton et impose un rythme soutenu difficile à suivre, néanmoins relayé par l'équipe de Sérgio Paulinho (Efapel). À deux kilomètres de l'arrivée, Amaro Antunes reprend l'échappée de Filipe Cardoso, qui avec le basque Beñat Txoperena mènent la course durant près de 57 kilomètres. La persistance de Filipe Cardoso lui vaut le « Prix de la combativité ». Puis c'est le maillot jaune qui prend les choses en main jusqu'à la victoire finale. João Matias (LA Aluminios-Metalusa-BlackJack) consolide son maillot de la montagne, et le champion de Lettonie, Krists Neilands, (Israël Cycling Academy) est le nouveau propriétaire du maillot du meilleur jeune du tour.
| Classement de l'étape | Classement de l'étape    | Classement de l'étape | Classement de l'étape | Classement de l'étape |
|                       | Coureur                  | Pays                  | Équipe                | Temps                 |
| --------------------- | ------------------------ | --------------------- | --------------------- | --------------------- |
| 1er                   | Raúl Alarcón /           | Espagne               | W52                   | en 4 h 2 min 52 s     |
| 2e                    | Amaro Antunes            | Portugal              | W52                   | + 3 s                 |
| 3e                    | Rinaldo Nocentini        | Italie                | STA                   | m.t                   |
| 4e                    | João Benta               | Portugal              | BOA                   | + 4 s                 |
| 5e                    | Vicente García de Mateos | Espagne               | LHL                   | m.t                   |
| 6e                    | Gustavo César Veloso     | Espagne               | W52                   | + 19 s                |
| 7e                    | Alejandro Marque         | Espagne               | STA                   | m.t                   |
| 8e                    | António Carvalho         | Portugal              | W52                   | + 25 s                |
| 9e                    | Henrique Casimiro        | Portugal              | EFP                   | m.t                   |
| 10e                   | Mikel Bizkarra           | Espagne               | EUS                   | + 42 s                |
| modifier              |                          |                       |                       |                       |

| Classement général | Classement général       | Classement général | Classement général | Classement général  |
|                    | Coureur                  | Pays               | Équipe             | Temps               |
| ------------------ | ------------------------ | ------------------ | ------------------ | ------------------- |
| 1er                | Raúl Alarcón /           | Espagne            | W52                | en 18 h 49 min 35 s |
| 2e                 | Rinaldo Nocentini        | Italie             | STA                | + 25 s              |
| 3e                 | Amaro Antunes            | Portugal           | W52                | + 29 s              |
| 4e                 | Alejandro Marque         | Espagne            | STA                | + 35 s              |
| 5e                 | Vicente García de Mateos | Espagne            | LHL                | + 43 s              |
| 6e                 | Gustavo César Veloso     | Espagne            | W52                | + 46 s              |
| 7e                 | João Benta               | Portugal           | BOA                | + 1 min 25 s        |
| 8e                 | Henrique Casimiro        | Portugal           | EFP                | + 1 min 30 s        |
| 9e                 | António Carvalho         | Portugal           | W52                | + 1 min 34 s        |
| 10e                | Sérgio Paulinho          | Portugal           | EFP                | + 1 min 38 s        |
| modifier           |                          |                    |                    |                     |

### 5eétape
Le sixième jour de compétition, 128 coureurs sont au départ, parmi eux trois tentent d'animer cette étape. Luís Afonso (LA-aluminium Metalusa Blackjack), Yann Guyot (Armée de Terre) et Mikel Bizkarra (Euskadi Basque Country-Murias) qui échappés depuis le kilomètre 35, ont jusqu'à 4 minutes d'avances mais voient leurs efforts anéantis à sept kilomètres de l'arrivée.
Comme cela est désormais une habitude, les derniers kilomètres sont « bleu et blanc », d'abord avec Ricardo Mestre, qui à trois kilomètres tente d'épuiser le peloton avec un rythme plus que soutenu, puis c'est au tour d'António Carvalho accompagné de Gustavo César Veloso et de Raúl Alarcón de tenter d'écrémer le peloton. Dans le dernier virage, l'ancien double vainqueur de la « Volta », suivi de Vicente García de Mateos (Louletano-hôpital Loulé) et de Daniel Mestre (Efapel) sprintent pour la victoire, et c'est le pensionnaire de l'équipe portugaise W52-FC Porto qui passe la ligne en premier. Son coéquipier et maillot jaune, Raúl Alarcón, termine en neuvième position mais n'accentue pas son avantage face à ses principaux concurrents.
À noter qu'avant le départ de cette étape, sont célébrés à Boticas, les 46 ans de l'Italien Davide Rebellin (Kuwait-Cartucho.es), le coureur le plus âgé de cette édition.
| Classement de l'étape | Classement de l'étape    | Classement de l'étape | Classement de l'étape | Classement de l'étape |
|                       | Coureur                  | Pays                  | Équipe                | Temps                 |
| --------------------- | ------------------------ | --------------------- | --------------------- | --------------------- |
| 1er                   | Gustavo César Veloso     | Espagne               | W52                   | en 4 h 37 min 56 s    |
| 2e                    | Vicente García de Mateos | Espagne               | LHL                   | m.t                   |
| 3e                    | Daniel Mestre            | Portugal              | EFP                   | m.t                   |
| 4e                    | Krists Neilands /        | Lettonie              | ICA                   | m.t                   |
| 5e                    | César Fonte              | Portugal              | LAA                   | m.t                   |
| 6e                    | Rinaldo Nocentini        | Italie                | STA                   | m.t                   |
| 7e                    | João Benta               | Portugal              | BOA                   | m.t                   |
| 8e                    | Alejandro Marque         | Espagne               | STA                   | m.t                   |
| 9e                    | Raúl Alarcón /           | Espagne               | W52                   | m.t                   |
| 10e                   | Davide Rebellin          | Italie                | KWC                   | m.t                   |
| modifier              |                          |                       |                       |                       |

| Classement général | Classement général       | Classement général | Classement général | Classement général  |
|                    | Coureur                  | Pays               | Équipe             | Temps               |
| ------------------ | ------------------------ | ------------------ | ------------------ | ------------------- |
| 1er                | Raúl Alarcón /           | Espagne            | W52                | en 23 h 27 min 31 s |
| 2e                 | Rinaldo Nocentini        | Italie             | STA                | + 25 s              |
| 3e                 | Amaro Antunes            | Portugal           | W52                | + 29 s              |
| 4e                 | Alejandro Marque         | Espagne            | STA                | + 35 s              |
| 5e                 | Gustavo César Veloso     | Espagne            | W52                | + 36 s              |
| 6e                 | Vicente García de Mateos | Espagne            | LHL                | + 37 s              |
| 7e                 | João Benta               | Portugal           | BOA                | + 1 min 25 s        |
| 8e                 | Henrique Casimiro        | Portugal           | EFP                | + 1 min 37 s        |
| 9e                 | António Carvalho         | Portugal           | W52                | + 1 min 38 s        |
| 10e                | Sérgio Paulinho          | Portugal           | EFP                | + 1 min 45 s        |
| modifier           |                          |                    |                    |                     |

### 6eétape
En ce jeudi 10 août, à la veille de la journée de repos, l'étape du jour débute à Braga, et voit l'équipe du leader prendre les devants, maintenant un rythme soutenu. Mais malgré cela 13 coureurs s'échappent après 25 kilomètres de courses. Ce même groupe se scinde en deux (7 et 5) lors de la montée du Bom Jesus, portant leur avance à 4 minutes et 45 secondes. Après s'être regroupé ce dernier s'étiole à nouveau lors de la montée du Alto do Viso, et se retrouve avec 6 unités, dont deux membres de l'équipe W52-FC Porto, qui ne possède plus qu'une minute et 25 secondes d'avance sur le peloton. Rui Sousa (RP-Boavista), attaque à 18 kilomètres de l'arrivée, alors que le peloton regroupé, entamait le devenu fameux tronçon du Salto da Pedra Sentada. Ce fameux tronçon de terre, n'est autre que celui utilisé par le Rallye du Portugal. Rui Sousa engrange les secondes (20 secondes à 2 kilomètres de l'arrivée) sur un groupe de 12 coureurs où se trouve le maillot jaune et 3 de ses coéquipiers. Rui Sousa arrive isolé à Fafe et c'est avec les deux mains en l'air, en forme de cœur, qu'il franchi la ligne après 182,7 kilomètres.
À quatre secondes le sprint pour la deuxième place est âprement disputé par deux hommes, Vicente García de Mateos (Louletano-Hôpital de Loulé) et Rinaldo Nocentini (Sporting-Tavira). C'est l'Espagnol qui gagne le bonus de six secondes et se hisse à la quatrième place au classement général tandis que l'Italien, lui bénéficie des quatre secondes de bonification du troisième, et reste l'adversaire principal du maillot jaune, étant désormais à 24 secondes de Raúl Alarcón. À noter qu' Alejandro Marque, quatrième au général au départ de cette étape, perd une minute et vingt cinq secondes sur le leader chutant à la dixième place du classement. Concernant les différents maillots, seul celui du classement par points change d'épaules. C'est Vicente García de Mateos qui en devient le nouveau porteur.
| Classement de l'étape | Classement de l'étape    | Classement de l'étape | Classement de l'étape | Classement de l'étape |
|                       | Coureur                  | Pays                  | Équipe                | Temps                 |
| --------------------- | ------------------------ | --------------------- | --------------------- | --------------------- |
| 1er                   | Rui Sousa                | Portugal              | BOA                   | en 4 h 41 min 50 s    |
| 2e                    | Vicente García de Mateos | Espagne               | LHL                   | + 4 s                 |
| 3e                    | Rinaldo Nocentini        | Italie                | STA                   | m.t                   |
| 4e                    | Gustavo César Veloso     | Espagne               | W52                   | m.t                   |
| 5e                    | Raúl Alarcón /           | Espagne               | W52                   | m.t                   |
| 6e                    | João Benta               | Portugal              | BOA                   | m.t                   |
| 7e                    | Henrique Casimiro        | Portugal              | EFP                   | m.t                   |
| 8e                    | Amaro Antunes            | Portugal              | W52                   | m.t                   |
| 9e                    | Sérgio Paulinho          | Portugal              | EFP                   | m.t                   |
| 10e                   | António Carvalho         | Portugal              | W52                   | m.t                   |
| modifier              |                          |                       |                       |                       |

| Classement général | Classement général       | Classement général | Classement général | Classement général |
|                    | Coureur                  | Pays               | Équipe             | Temps              |
| ------------------ | ------------------------ | ------------------ | ------------------ | ------------------ |
| 1er                | Raúl Alarcón             | Espagne            | W52                | en 28 h 9 min 22 s |
| 2e                 | Rinaldo Nocentini        | Italie             | STA                | + 24 s             |
| 3e                 | Amaro Antunes            | Portugal           | W52                | + 30 s             |
| 4e                 | Vicente García de Mateos | Espagne            | LHL                | + 34 s             |
| 5e                 | Gustavo César Veloso     | Espagne            | W52                | + 39 s             |
| 6e                 | João Benta               | Portugal           | BOA                | + 1 min 28 s       |
| 7e                 | António Carvalho         | Portugal           | W52                | + 1 min 35 s       |
| 8e                 | Henrique Casimiro        | Portugal           | EFP                | + 1 min 40 s       |
| 9e                 | Sérgio Paulinho          | Portugal           | EFP                | + 1 min 48 s       |
| 10e                | Alejandro Marque         | Espagne            | STA                | + 1 min 56 s       |
| modifier           |                          |                    |                    |                    |

### 7eétape
C'est António Barbio (Efapel) qui remporte la septième étape de cette édition 2017 longue de 161,9 kilomètres. Une minute et sept secondes plus tard arrive le quatuor composé par Gustavo César Veloso, Vicente García de Mateos, Rinaldo Nocentini et le « patron » de ce tour Raúl Alarcón. Sept kilomètres après le départ de « Lousada » des 122 coureurs composant le peloton, 14 éléments dont António Barbio s'échappent. C'est à 15 kilomètres de l'arrivée que le coureur d'Efapel, décide de s'extirper de ce groupe gagnant régulièrement du temps sur ses poursuivants ce qui lui vaut, la victoire ainsi que le Prix de la Combativité. Raúl Alarcón garde le maillot jaune avec 24 secondes d'avance sur son concurrent le plus direct, l'italien Rinaldo Nocentini. Quant à la troisième place c'est l'espagnol Vicente García de Mateos qui avec les bonifications accordées passe devant le portugais Amaro Antunes.
| Classement de l'étape | Classement de l'étape    | Classement de l'étape | Classement de l'étape | Classement de l'étape |
|                       | Coureur                  | Pays                  | Équipe                | Temps                 |
| --------------------- | ------------------------ | --------------------- | --------------------- | --------------------- |
| 1er                   | António Barbio           | Portugal              | EFP                   | en 4 h 6 min 1 s      |
| 2e                    | Gustavo César Veloso     | Espagne               | W52                   | + 1 min 7 s           |
| 3e                    | Vicente García de Mateos | Espagne               | LHL                   | m.t                   |
| 4e                    | Rinaldo Nocentini        | Italie                | STA                   | m.t                   |
| 5e                    | Raúl Alarcón             | Espagne               | W52                   | m.t                   |
| 6e                    | João Benta               | Portugal              | BOA                   | + 1 min 11 s          |
| 7e                    | Amaro Antunes            | Portugal              | W52                   | m.t                   |
| 8e                    | Marco Tizza              | Italie                | GME                   | + 1 min 15 s          |
| 9e                    | Davide Rebellin          | Italie                | KWC                   | m.t                   |
| 10e                   | Krists Neilands /        | Lettonie              | ICA                   | m.t                   |
| modifier              |                          |                       |                       |                       |

| Classement général | Classement général       | Classement général | Classement général | Classement général  |
|                    | Coureur                  | Pays               | Équipe             | Temps               |
| ------------------ | ------------------------ | ------------------ | ------------------ | ------------------- |
| 1er                | Raúl Alarcón             | Espagne            | W52                | en 32 h 16 min 30 s |
| 2e                 | Rinaldo Nocentini        | Italie             | STA                | + 24 s              |
| 3e                 | Vicente García de Mateos | Espagne            | LHL                | + 30 s              |
| 4e                 | Gustavo César Veloso     | Espagne            | W52                | + 33 s              |
| 5e                 | Amaro Antunes            | Portugal           | W52                | + 34 s              |
| 6e                 | João Benta               | Portugal           | BOA                | + 1 min 32 s        |
| 7e                 | António Carvalho         | Portugal           | W52                | + 1 min 50 s        |
| 8e                 | Henrique Casimiro        | Portugal           | EFP                | + 2 min 0 s         |
| 9e                 | Sérgio Paulinho          | Portugal           | EFP                | m.t                 |
| 10e                | Alejandro Marque         | Espagne            | STA                | + 2 min 8 s         |
| modifier           |                          |                    |                    |                     |

### 8eétape
Vicente García de Mateos (Louletano-hôpital Loulé) remporte au sprint à Oliveira de Azeméis, la 8e étape du Tour du Portugal. C'est sa première victoire dans cette édition et du coup accède à la deuxième place du classement général, à 22 secondes de Raúl Alarcón.
Avec des températures supérieures à 30 degrés dès Gondomar, la moyenne de la première heure de compétition, est la vitesse la plus rapide jamais vue dans cette édition 2017. la moyenne de 47,1 km/h est due à au rythme de l'échappée du jour où se sont mis en évidence Egor Silin (RP-Boavista) et Luís Afonso (LA Aluminios-Metalusa-BlackJack) qui ont attaqué au kilomètre 19, et ont obtenu jusqu'à 9 min 30 s d'avance sur le groupe du maillot jaune. Ils sont rejoints après 117 kilomètres. C'est dans les 500 derniers mètres, légèrement incliné, que Vicente García de Mateos laisse sur place ses principaux adversaires et avec une demi-roue avance, obtient la victoire. Vainqueur pour la troisième fois, d'une étape du Tour du Portugal, Vicente García de Mateos accède à la deuxième place du classement général avec seulement 14 secondes de retard sur le maillot jaune, devenant ainsi le plus probable vainqueur de cette édition, car avec le contre la montre, faisant office de dernière étape, si l'étape de demain ne change rien au classement général, et avec ses capacités de rouleur, tout cela fait de lui le favori numéro un pour la victoire finale.
| Classement de l'étape | Classement de l'étape    | Classement de l'étape | Classement de l'étape | Classement de l'étape |
|                       | Coureur                  | Pays                  | Équipe                | Temps                 |
| --------------------- | ------------------------ | --------------------- | --------------------- | --------------------- |
| 1er                   | Vicente García de Mateos | Espagne               | LHL                   | en 4 h 6 min 39 s     |
| 2e                    | Daniel Mestre            | Portugal              | EFP                   | m.t                   |
| 3e                    | Marco Tizza              | Italie                | GME                   | m.t                   |
| 4e                    | Gustavo César Veloso     | Espagne               | W52                   | m.t                   |
| 5e                    | Rinaldo Nocentini        | Italie                | STA                   | m.t                   |
| 6e                    | Krists Neilands /        | Lettonie              | ICA                   | m.t                   |
| 7e                    | Fabian Lienhard          | Suisse                | VOL                   | + 4 s                 |
| 8e                    | Raúl Alarcón             | Espagne               | W52                   | m.t                   |
| 9e                    | César Fonte              | Portugal              | LAA                   | m.t                   |
| 10e                   | Alejandro Marque         | Espagne               | STA                   | m.t                   |
| modifier              |                          |                       |                       |                       |

| Classement général | Classement général       | Classement général | Classement général | Classement général  |
|                    | Coureur                  | Pays               | Équipe             | Temps               |
| ------------------ | ------------------------ | ------------------ | ------------------ | ------------------- |
| 1er                | Raúl Alarcón             | Espagne            | W52                | en 36 h 23 min 13 s |
| 2e                 | Vicente García de Mateos | Espagne            | LHL                | + 14 s              |
| 3e                 | Rinaldo Nocentini        | Italie             | STA                | + 19 s              |
| 4e                 | Gustavo César Veloso     | Espagne            | W52                | + 26 s              |
| 5e                 | Amaro Antunes            | Portugal           | W52                | + 34 s              |
| 6e                 | João Benta               | Portugal           | BOA                | + 1 min 35 s        |
| 7e                 | António Carvalho         | Portugal           | W52                | + 1 min 58 s        |
| 8e                 | Henrique Casimiro        | Portugal           | EFP                | + 2 min 8 s         |
| 9e                 | Sérgio Paulinho          | Portugal           | EFP                | m.t                 |
| 10e                | Alejandro Marque         | Espagne            | STA                | m.t                 |
| modifier           |                          |                    |                    |                     |

### 9eétape
| Classement de l'étape | Classement de l'étape    | Classement de l'étape | Classement de l'étape | Classement de l'étape |
|                       | Coureur                  | Pays                  | Équipe                | Temps                 |
| --------------------- | ------------------------ | --------------------- | --------------------- | --------------------- |
| 1er                   | Amaro Antunes            | Portugal              | W52                   | en 4 h 56 min 55 s    |
| 2e                    | Raúl Alarcón             | Espagne               | W52                   | m.t                   |
| 3e                    | Krists Neilands /        | Lettonie              | ICA                   | + 1 min 28 s          |
| 4e                    | Vicente García de Mateos | Espagne               | LHL                   | + 4 min 41 s          |
| 5e                    | Rinaldo Nocentini        | Italie                | STA                   | + 4 min 44 s          |
| 6e                    | João Benta               | Portugal              | RP-Boavista           | + 4 min 48 s          |
| 7e                    | Alejandro Marque         | Espagne               | STA                   | + 4 min 50 s          |
| 8e                    | Henrique Casimiro        | Portugal              | EFP                   | m.t                   |
| 9e                    | Hugo Sancho              | Portugal              | LAA                   | + 4 min 57 s          |
| 10e                   | David Rodrigues          | Portugal              | RP-Boavista           | + 5 min 7 s           |
| modifier              |                          |                       |                       |                       |

| Classement général | Classement général       | Classement général | Classement général | Classement général  |
|                    | Coureur                  | Pays               | Équipe             | Temps               |
| ------------------ | ------------------------ | ------------------ | ------------------ | ------------------- |
| 1er                | Raúl Alarcón             | Espagne            | W52                | en 41 h 19 min 59 s |
| 2e                 | Amaro Antunes /          | Portugal           | W52                | + 31 s              |
| 3e                 | Vicente García de Mateos | Espagne            | LHL                | + 5 min 4 s         |
| 4e                 | Rinaldo Nocentini        | Italie             | STA                | + 5 min 12 s        |
| 5e                 | João Benta               | Portugal           | BOA                | + 6 min 32 s        |
| 6e                 | Henrique Casimiro        | Portugal           | EFP                | + 7 min 7 s         |
| 7e                 | Alejandro Marque         | Espagne            | STA                | m.t                 |
| 8e                 | António Carvalho         | Portugal           | W52                | + 7 min 16 s        |
| 9e                 | Sérgio Paulinho          | Portugal           | EFP                | + 7 min 39 s        |
| 10e                | Krists Neilands /        | Lettonie           | ICA                | + 8 min 31 s        |
| modifier           |                          |                    |                    |                     |

### 10eétape
| Classement de l'étape | Classement de l'étape    | Classement de l'étape | Classement de l'étape | Classement de l'étape |
|                       | Coureur                  | Pays                  | Équipe                | Temps                 |
| --------------------- | ------------------------ | --------------------- | --------------------- | --------------------- |
| 1er                   | Gustavo César Veloso     | Espagne               | W52                   | en 26 min 0 s         |
| 2e                    | Raúl Alarcón             | Espagne               | W52                   | + 15 s                |
| 3e                    | Alejandro Marque         | Espagne               | STA                   | + 18 s                |
| 4e                    | António Carvalho         | Portugal              | W52                   | + 24 s                |
| 5e                    | Vicente García de Mateos | Espagne               | LHL                   | + 36 s                |
| 6e                    | Ricardo Mestre           | Portugal              | W52                   | + 41 s                |
| 7e                    | Damien Gaudin            | France                | ADT                   | + 44 s                |
| 8e                    | Théry Schir              | Suisse                | VOL                   | + 53 s                |
| 9e                    | Rinaldo Nocentini        | Italie                | STA                   | + 57 s                |
| 10e                   | Amaro Antunes            | Portugal              | W52                   | 1 min 7 s             |
| modifier              |                          |                       |                       |                       |

## Classements finals

### Classement général
| \| Classement général \| Classement général \| Classement général \| Classement général \| Classement général \| \| Coureur \| Coureur \| Pays \| Équipe \| Temps \| \| ------------------ \| ------------------------ \| ------------------ \| --------------------------- \| ------------------ \| \| 1er \| Raúl Alarcón \| Espagne \| W52-FC Porto \| DQ \| \| 1er \| Amaro Antunes \| Portugal \| W52-FC Porto \| + 1 min 23 s \| \| 2e \| Vicente García de Mateos \| Espagne \| Louletano-Hospital de Loulé \| + 5 min 25 s \| \| 3e \| Rinaldo Nocentini \| Italie \| Sporting-Tavira \| + 5 min 54 s \| \| 5e \| Alejandro Marque \| Espagne \| Sporting-Tavira \| + 7 min 10 s \| \| 6e \| António Carvalho \| Portugal \| W52-FC Porto \| + 7 min 25 s \| \| 7e \| João Benta \| Portugal \| RP-Boavista \| + 7 min 54 s \| \| 8e \| Henrique Casimiro \| Portugal \| Efapel \| + 8 min 11 s \| \| 9e \| Sérgio Paulinho \| Portugal \| Efapel \| + 8 min 36 s \| \| 10e \| Krists Neilands \| Lettonie \| Israel Cycling Academy \| + 9 min 35 s \| |                          |          |                             |              |
| |                          |          |                             |              |
| Source : ProCyclingStats |                          |          |                             |              |
| Classement général |                          |          |                             |              |
| Coureur | Coureur                  | Pays     | Équipe                      | Temps        |
| 1er | Raúl Alarcón             | Espagne  | W52-FC Porto                | DQ           |
| 1er | Amaro Antunes            | Portugal | W52-FC Porto                | + 1 min 23 s |
| 2e | Vicente García de Mateos | Espagne  | Louletano-Hospital de Loulé | + 5 min 25 s |
| 3e | Rinaldo Nocentini        | Italie   | Sporting-Tavira             | + 5 min 54 s |
| 5e | Alejandro Marque         | Espagne  | Sporting-Tavira             | + 7 min 10 s |
| 6e | António Carvalho         | Portugal | W52-FC Porto                | + 7 min 25 s |
| 7e | João Benta               | Portugal | RP-Boavista                 | + 7 min 54 s |
| 8e | Henrique Casimiro        | Portugal | Efapel                      | + 8 min 11 s |
| 9e | Sérgio Paulinho          | Portugal | Efapel                      | + 8 min 36 s |
| 10e | Krists Neilands          | Lettonie | Israel Cycling Academy      | + 9 min 35 s |

| Classement par points | Classement par points    | Classement par points | Classement par points       | Classement par points |
| Coureur               | Coureur                  | Pays                  | Équipe                      | Points                |
| --------------------- | ------------------------ | --------------------- | --------------------------- | --------------------- |
| 1er                   | Vicente García de Mateos | Espagne               | Louletano-Hospital de Loulé | 142 pts               |
| 2e                    | Raúl Alarcón             | Espagne               | W52-FC Porto                | DQ                    |
| 3e                    | Gustavo César Veloso     | Espagne               | W52-FC Porto                | 111 pts               |
| 4e                    | Amaro Antunes            | Portugal              | W52-FC Porto                | 89 pts                |
| 5e                    | Rinaldo Nocentini        | Italie                | Sporting-Tavira             | 86 pts                |
| 6e                    | Krists Neilands          | Lettonie              | Israel Cycling Academy      | 58 pts                |
| 7e                    | Daniel Mestre            | Portugal              | Efapel                      | 52 pts                |
| 8e                    | João Benta               | Portugal              | RP-Boavista                 | 43 pts                |
| 9e                    | Alejandro Marque         | Espagne               | Sporting-Tavira             | 35 pts                |
| 10e                   | Marco Tizza              | Italie                | GM Europa Ovini             | 32 pts                |

| Classement par points | Classement par points    | Classement par points | Classement par points       | Classement par points |
| Coureur               | Coureur                  | Pays                  | Équipe                      | Points                |
| --------------------- | ------------------------ | --------------------- | --------------------------- | --------------------- |
| 1er                   | Vicente García de Mateos | Espagne               | Louletano-Hospital de Loulé | 142 pts               |
| 2e                    | Raúl Alarcón             | Espagne               | W52-FC Porto                | DQ                    |
| 3e                    | Gustavo César Veloso     | Espagne               | W52-FC Porto                | 111 pts               |
| 4e                    | Amaro Antunes            | Portugal              | W52-FC Porto                | 89 pts                |
| 5e                    | Rinaldo Nocentini        | Italie                | Sporting-Tavira             | 86 pts                |
| 6e                    | Krists Neilands          | Lettonie              | Israel Cycling Academy      | 58 pts                |
| 7e                    | Daniel Mestre            | Portugal              | Efapel                      | 52 pts                |
| 8e                    | João Benta               | Portugal              | RP-Boavista                 | 43 pts                |
| 9e                    | Alejandro Marque         | Espagne               | Sporting-Tavira             | 35 pts                |
| 10e                   | Marco Tizza              | Italie                | GM Europa Ovini             | 32 pts                |

| Classement de la montagne | Classement de la montagne | Classement de la montagne | Classement de la montagne       | Classement de la montagne |
| Coureur                   | Coureur                   | Pays                      | Équipe                          | Points                    |
| ------------------------- | ------------------------- | ------------------------- | ------------------------------- | ------------------------- |
| 1er                       | Amaro Antunes             | Portugal                  | W52-FC Porto                    | 60 pts                    |
| 2e                        | Mikel Bizkarra            | Espagne                   | Euskadi Basque Country-Murias   | 56 pts                    |
| 3e                        | João Matias               | Portugal                  | LA Aluminios-Metalusa-BlackJack | 48 pts                    |
| 4e                        | Raúl Alarcón              | Espagne                   | W52-FC Porto                    | DQ                        |
| 5e                        | Luís Afonso               | Portugal                  | LA Aluminios-Metalusa-BlackJack | 34 pts                    |
| 6e                        | Sebastian Baldauf         | Allemagne                 | Hrinkow Advarics Cycleang       | 31 pts                    |
| 7e                        | Rui Sousa                 | Portugal                  | RP-Boavista                     | 28 pts                    |
| 8e                        | Vicente García de Mateos  | Espagne                   | Louletano-Hospital de Loulé     | 26 pts                    |
| 9e                        | Ricardo Mestre            | Portugal                  | W52-FC Porto                    | 26 pts                    |
| 10e                       | Rinaldo Nocentini         | Italie                    | Sporting-Tavira                 | 25 pts                    |

| Classement de la montagne | Classement de la montagne | Classement de la montagne | Classement de la montagne       | Classement de la montagne |
| Coureur                   | Coureur                   | Pays                      | Équipe                          | Points                    |
| ------------------------- | ------------------------- | ------------------------- | ------------------------------- | ------------------------- |
| 1er                       | Amaro Antunes             | Portugal                  | W52-FC Porto                    | 60 pts                    |
| 2e                        | Mikel Bizkarra            | Espagne                   | Euskadi Basque Country-Murias   | 56 pts                    |
| 3e                        | João Matias               | Portugal                  | LA Aluminios-Metalusa-BlackJack | 48 pts                    |
| 4e                        | Raúl Alarcón              | Espagne                   | W52-FC Porto                    | DQ                        |
| 5e                        | Luís Afonso               | Portugal                  | LA Aluminios-Metalusa-BlackJack | 34 pts                    |
| 6e                        | Sebastian Baldauf         | Allemagne                 | Hrinkow Advarics Cycleang       | 31 pts                    |
| 7e                        | Rui Sousa                 | Portugal                  | RP-Boavista                     | 28 pts                    |
| 8e                        | Vicente García de Mateos  | Espagne                   | Louletano-Hospital de Loulé     | 26 pts                    |
| 9e                        | Ricardo Mestre            | Portugal                  | W52-FC Porto                    | 26 pts                    |
| 10e                       | Rinaldo Nocentini         | Italie                    | Sporting-Tavira                 | 25 pts                    |

| Classement du meilleur jeune | Classement du meilleur jeune | Classement du meilleur jeune | Classement du meilleur jeune  | Classement du meilleur jeune |
| Coureur                      | Coureur                      | Pays                         | Équipe                        | Temps                        |
| ---------------------------- | ---------------------------- | ---------------------------- | ----------------------------- | ---------------------------- |
| 1er                          | Krists Neilands              | Lettonie                     | Israel Cycling Academy        | 41 h 55 min 49 s             |
| 2e                           | Luís Gomes                   | Portugal                     | RP-Boavista                   | + 16 min 38 s                |
| 3e                           | Chris Prendergast            | Canada                       |                               | + 48 min 12 s                |
| 4e                           | Benjamin Perry               | Canada                       | Israel Cycling Academy        | + 1 h 06 min 54 s            |
| 5e                           | Óscar Rodríguez Garaicoechea | Espagne                      | Euskadi Basque Country-Murias | + 1 h 17 min 28 s            |
| 6e                           | Edward Laverack              | Royaume-Uni                  | JLT Condor                    | + 1 h 19 min 28 s            |
| 7e                           | José Manuel Díaz             | Espagne                      | Israel Cycling Academy        | + 1 h 19 min 29 s            |
| 8e                           | Cyril Barthe                 | France                       | Euskadi Basque Country-Murias | + 1 h 23 min 14 s            |
| 9e                           | Simone Ravanelli             | Italie                       | Unieuro Trevigiani-Hemus 1896 | + 1 h 29 min 14 s            |
| 10e                          | Jim Lindenburg               | Pays-Bas                     | Metec-TKH-Mantel              | + 1 h 41 min 23 s            |

| Classement du meilleur jeune | Classement du meilleur jeune | Classement du meilleur jeune | Classement du meilleur jeune  | Classement du meilleur jeune |
| Coureur                      | Coureur                      | Pays                         | Équipe                        | Temps                        |
| ---------------------------- | ---------------------------- | ---------------------------- | ----------------------------- | ---------------------------- |
| 1er                          | Krists Neilands              | Lettonie                     | Israel Cycling Academy        | 41 h 55 min 49 s             |
| 2e                           | Luís Gomes                   | Portugal                     | RP-Boavista                   | + 16 min 38 s                |
| 3e                           | Chris Prendergast            | Canada                       |                               | + 48 min 12 s                |
| 4e                           | Benjamin Perry               | Canada                       | Israel Cycling Academy        | + 1 h 06 min 54 s            |
| 5e                           | Óscar Rodríguez Garaicoechea | Espagne                      | Euskadi Basque Country-Murias | + 1 h 17 min 28 s            |
| 6e                           | Edward Laverack              | Royaume-Uni                  | JLT Condor                    | + 1 h 19 min 28 s            |
| 7e                           | José Manuel Díaz             | Espagne                      | Israel Cycling Academy        | + 1 h 19 min 29 s            |
| 8e                           | Cyril Barthe                 | France                       | Euskadi Basque Country-Murias | + 1 h 23 min 14 s            |
| 9e                           | Simone Ravanelli             | Italie                       | Unieuro Trevigiani-Hemus 1896 | + 1 h 29 min 14 s            |
| 10e                          | Jim Lindenburg               | Pays-Bas                     | Metec-TKH-Mantel              | + 1 h 41 min 23 s            |

| Classement par équipes | Classement par équipes          | Classement par équipes | Classement par équipes |
| Équipe                 | Équipe                          | Pays                   | Temps                  |
| ---------------------- | ------------------------------- | ---------------------- | ---------------------- |
| 1re                    | W52-FC Porto                    | Portugal               | 125 h 26 min 02 s      |
| 2e                     | RP-Boavista                     | Portugal               | + 23 min 49 s          |
| 3e                     | Efapel                          | Portugal               | + 28 min 08 s          |
| 4e                     | Sporting-Tavira                 | Portugal               | + 43 min 32 s          |
| 5e                     | LA Alumínios-Metalusa-BlackJack | Portugal               | + 1 h 00 min 20 s      |
| 6e                     | Louletano-Hospital de Loulé     | Portugal               | + 1 h 23 min 38 s      |
| 7e                     | Euskadi Basque Country-Murias   | Espagne                | + 2 h 19 min 03 s      |
| 8e                     | Vorarlberg                      | Autriche               | + 2 h 23 min 37 s      |
| 9e                     | Israel Cycling Academy          | Israël                 | + 2 h 24 min 27 s      |
| 10e                    | Kuwait-Cartucho.es              | Koweït                 | + 2 h 29 min 22 s      |

| Classement par équipes | Classement par équipes          | Classement par équipes | Classement par équipes |
| Équipe                 | Équipe                          | Pays                   | Temps                  |
| ---------------------- | ------------------------------- | ---------------------- | ---------------------- |
| 1re                    | W52-FC Porto                    | Portugal               | 125 h 26 min 02 s      |
| 2e                     | RP-Boavista                     | Portugal               | + 23 min 49 s          |
| 3e                     | Efapel                          | Portugal               | + 28 min 08 s          |
| 4e                     | Sporting-Tavira                 | Portugal               | + 43 min 32 s          |
| 5e                     | LA Alumínios-Metalusa-BlackJack | Portugal               | + 1 h 00 min 20 s      |
| 6e                     | Louletano-Hospital de Loulé     | Portugal               | + 1 h 23 min 38 s      |
| 7e                     | Euskadi Basque Country-Murias   | Espagne                | + 2 h 19 min 03 s      |
| 8e                     | Vorarlberg                      | Autriche               | + 2 h 23 min 37 s      |
| 9e                     | Israel Cycling Academy          | Israël                 | + 2 h 24 min 27 s      |
| 10e                    | Kuwait-Cartucho.es              | Koweït                 | + 2 h 29 min 22 s      |

## Évolution des classements
| Étape | Vainqueur                                               | Classement général              | Classement par points                                   | Classement de la montagne                      | Classement du meilleur jeune                     | Classement du meilleur Portugais  | Classement par équipes |
| ----- | ------------------------------------------------------- | ------------------------------- | ------------------------------------------------------- | ---------------------------------------------- | ------------------------------------------------ | --------------------------------- | ---------------------- |
| P     | Damien Gaudin (Armée de terre )                         | Damien Gaudin (Armée de terre ) | Domingos Gonçalves (RP-Boavista )                       | Alejandro Marque (Sporting-Tavira )            | Travis Samuel (H&R Block )                       | Domingos Gonçalves (RP-Boavista ) | Sporting-Tavira        |
| 1     | Raúl Alarcón (W52-FC Porto )                            | Raúl Alarcón (W52-FC Porto )    | Raúl Alarcón (W52-FC Porto )                            | César Fonte (LA Aluminios-Metalusa-BlackJack ) | Óscar Rodríguez (Euskadi Basque Country-Murias ) | Domingos Gonçalves (RP-Boavista ) | W52-FC Porto           |
| 2     | Samuel Caldeira (W52-FC Porto )                         | Raúl Alarcón (W52-FC Porto )    | Raúl Alarcón (W52-FC Porto )                            | Roy Goldstein (Israel Cycling Academy )        | Óscar Rodríguez (Euskadi Basque Country-Murias ) | Domingos Gonçalves (RP-Boavista ) | W52-FC Porto           |
| 3     | Bryan Alaphilippe (Armée de terre )                     | Raúl Alarcón (W52-FC Porto )    | Raúl Alarcón (W52-FC Porto )                            | João Matias (LA Aluminios-Metalusa-BlackJack ) | Óscar Rodríguez (Euskadi Basque Country-Murias ) | Domingos Gonçalves (RP-Boavista ) | W52-FC Porto           |
| 4     | Raúl Alarcón (W52-FC Porto )                            | Raúl Alarcón (W52-FC Porto )    | Raúl Alarcón (W52-FC Porto )                            | João Matias (LA Aluminios-Metalusa-BlackJack ) | Krists Neilands (Israel Cycling Academy )        | Amaro Antunes (W52-FC Porto )     | W52-FC Porto           |
| 5     | Gustavo César Veloso (W52-FC Porto )                    | Raúl Alarcón (W52-FC Porto )    | Raúl Alarcón (W52-FC Porto )                            | João Matias (LA Aluminios-Metalusa-BlackJack ) | Krists Neilands (Israel Cycling Academy )        | Amaro Antunes (W52-FC Porto )     | W52-FC Porto           |
| 6     | Rui Sousa (RP-Boavista )                                | Raúl Alarcón (W52-FC Porto )    | Vicente García de Mateos (Louletano-Hospital de Loulé ) | João Matias (LA Aluminios-Metalusa-BlackJack ) | Krists Neilands (Israel Cycling Academy )        | Amaro Antunes (W52-FC Porto )     | W52-FC Porto           |
| 7     | António Barbio (Efapel )                                | Raúl Alarcón (W52-FC Porto )    | Vicente García de Mateos (Louletano-Hospital de Loulé ) | João Matias (LA Aluminios-Metalusa-BlackJack ) | Krists Neilands (Israel Cycling Academy )        | Amaro Antunes (W52-FC Porto )     | W52-FC Porto           |
| 8     | Vicente García de Mateos (Louletano-Hospital de Loulé ) | Raúl Alarcón (W52-FC Porto )    | Vicente García de Mateos (Louletano-Hospital de Loulé ) | João Matias (LA Aluminios-Metalusa-BlackJack ) | Krists Neilands (Israel Cycling Academy )        | Amaro Antunes (W52-FC Porto )     | W52-FC Porto           |
| 9     | Amaro Antunes (W52-FC Porto )                           | Raúl Alarcón (W52-FC Porto )    | Vicente García de Mateos (Louletano-Hospital de Loulé ) | Amaro Antunes (W52-FC Porto )                  | Krists Neilands (Israel Cycling Academy )        | Amaro Antunes (W52-FC Porto )     | W52-FC Porto           |
| 10    | Gustavo César Veloso (W52-FC Porto )                    | Raúl Alarcón (W52-FC Porto )    | Vicente García de Mateos (Louletano-Hospital de Loulé ) | Amaro Antunes (W52-FC Porto )                  | Krists Neilands (Israel Cycling Academy )        | Amaro Antunes (W52-FC Porto )     | W52-FC Porto           |

## Liste des participants
- Liste de départ complète

| Légende                                    | Légende                                                                                         | Légende                                | Légende                                                                                                  |
| ------------------------------------------ | ----------------------------------------------------------------------------------------------- | -------------------------------------- | --- |
| Num                                        | Dossard de départ porté par le coureur sur ce Tour du Portugal                                  | Pos                                    | Position finale au classement général                                                                    |
| Leader du classement général               | Indique le vainqueur du classement général                                                      | Leader du classement par points        | Indique le vainqueur du classement par points                                                            |
| Leader du classement de la montagne        | Indique le vainqueur du classement de la montagne                                               | Leader du classement du meilleur jeune | Indique le vainqueur du classement du meilleur jeune                                                     |
| Leader du classement du meilleur Portugais | Indique le vainqueur du classement du meilleur Portugais                                        |                                        | Indique un maillot de champion national ou mondial, suivi de sa spécialité                               |
| #                                          | Indique la meilleure équipe                                                                     | NP                                     | Indique un coureur qui n'a pas pris le départ d'une étape, suivi du numéro de l'étape où il s'est retiré |
| AB                                         | Indique un coureur qui n'a pas terminé une étape, suivi du numéro de l'étape où il s'est retiré | HD                                     | Indique un coureur qui a terminé une étape hors des délais, suivi du numéro de l'étape                   |
| DSQ                                        | Indique un coureur qui a été disqualifié de la course, suivi du numéro de l'étape               | *                                      | Indique un coureur en lice pour le classement du meilleur jeune (coureurs nés après le 1er janvier 1994) |

| W52-FC Porto W52 #               | W52-FC Porto W52 #           | W52-FC Porto W52 # |
| -------------------------------- | ---------------------------- | ------------------ |
| Num                              | Coureur                      | Pos                |
| 1                                | Rui Vinhas (POR) -           | 45e                |
| 2                                | Raúl Alarcón (ESP)           | 1er                |
| 3                                | Ricardo Mestre (POR) -       | 16e                |
| 4                                | António Carvalho (POR) -     | 6e                 |
| 5                                | Gustavo César Veloso (ESP) - | 24e                |
| 6                                | Joaquim Silva (POR) -        | 75e                |
| 7                                | Samuel Caldeira (POR) -      | 48e                |
| 8                                | Amaro Antunes (POR)          | 2e                 |
| Directeur sportif : Nuno Ribeiro |                              |                    |

| Efapel EFP 3e                     | Efapel EFP 3e             | Efapel EFP 3e |
| --------------------------------- | ------------------------- | ------------- |
| Num                               | Coureur                   | Pos           |
| 11                                | Sergio Paulinho (POR) -   | 9e            |
| 12                                | Daniel Mestre (POR) -     | 20e           |
| 13                                | Rafael Silva (POR) -      | 64e           |
| 14                                | Henrique Casimiro (POR) - | 8e            |
| 15                                | Bruno Silva (POR) -       | 26e           |
| 16                                | António Barbio (POR) -    | 81e           |
| 17                                | Álvaro Trueba (ESP) -     | 39e           |
| 18                                | Jesús del Pino (ESP) -    | 17e           |
| Directeur sportif : Américo Silva |                           |               |

| RP-Boavista BOA 2e              | RP-Boavista BOA 2e           | RP-Boavista BOA 2e |
| ------------------------------- | ---------------------------- | ------------------ |
| Num                             | Coureur                      | Pos                |
| 21                              | Rui Sousa (POR) -            | 25e                |
| 22                              | João Benta (POR) -           | 7e                 |
| 23                              | Egor Silin (RUS) -           | 18e                |
| 24                              | David Rodrigues (POR) -      | 23e                |
| 25                              | Domingos Gonçalves (POR) clm | 31e                |
| 26                              | Filipe Cardoso (POR) -       | 30e                |
| 27                              | Pablo Guerrero (ESP) -       | 79e                |
| 28                              | Luís Gomes* (POR) -          | 14e                |
| Directeur sportif : José Santos |                              |                    |

| LA Aluminios-Metalusa-BlackJack LAA 5e | LA Aluminios-Metalusa-BlackJack LAA 5e | LA Aluminios-Metalusa-BlackJack LAA 5e |
| -------------------------------------- | -------------------------------------- | -------------------------------------- |
| Num                                    | Coureur                                | Pos                                    |
| 31                                     | Edgar Pinto (POR) -                    | NP-3                                   |
| 32                                     | César Fonte (POR) -                    | 15e                                    |
| 33                                     | Luís Afonso (POR) -                    | 19e                                    |
| 34                                     | João Matias (POR) -                    | 77e                                    |
| 35                                     | Guillaume De Almeida (FRA) -           | 74e                                    |
| 36                                     | Román Villalobos (CRC) -               | AB-9                                   |
| 37                                     | Antonio Angulo (ESP) -                 | 56e                                    |
| 38                                     | Hugo Sancho (POR)                      | 11e                                    |
| Directeur sportif : José Augusto Silva |                                        |                                        |

| Sporting-Tavira STA 4e          | Sporting-Tavira STA 4e       | Sporting-Tavira STA 4e |
| ------------------------------- | ---------------------------- | ---------------------- |
| Num                             | Coureur                      | Pos                    |
| 41                              | Rinaldo Nocentini (ITA) -    | 4e                     |
| 42                              | Alejandro Marque (ESP) -     | 5e                     |
| 43                              | Jesús Ezquerra (ESP) -       | 28e                    |
| 44                              | Luís Fernandes (POR) -       | 53e                    |
| 45                              | Frederico Figueiredo (POR) - | AB-7                   |
| 46                              | Valter Pereira (POR) -       | 86e                    |
| 47                              | Fábio Silvestre (POR) -      | 98e                    |
| 48                              | Mario González Salas (ESP) - | 40e                    |
| Directeur sportif : Vidal Fitas |                              |                        |

| Louletano-Hospital de Loulé LHL 6e | Louletano-Hospital de Loulé LHL 6e | Louletano-Hospital de Loulé LHL 6e |
| ---------------------------------- | ---------------------------------- | ---------------------------------- |
| Num                                | Coureur                            | Pos                                |
| 51                                 | Vicente García de Mateos (ESP)     | 3e                                 |
| 52                                 | David de la Fuente (ESP) -         | 22e                                |
| 53                                 | Nuno Almeida (POR) -               | 35e                                |
| 54                                 | Hélder Ferreira (POR) -            | 59e                                |
| 55                                 | Pedro Paulinho (POR) -             | 85e                                |
| 56                                 | Óscar Hernández (ESP) -            | AB-1                               |
| 57                                 | Rui Rodrigues (POR) -              | 41e                                |
| 58                                 | André Evangelista* (POR) -         | 105e                               |
| Directeur sportif : Jorge Piedade  |                                    |                                    |

| JLT Condor JLT 12e              | JLT Condor JLT 12e       | JLT Condor JLT 12e |
| ------------------------------- | ------------------------ | ------------------ |
| Num                             | Coureur                  | Pos                |
| 61                              | Ian Bibby (GBR) -        | 91e                |
| 62                              | Edward Laverack* (GBR) - | 43e                |
| 63                              | James Gullen (GBR) -     | NP-4               |
| 64                              | Steven Lampier (GBR) -   | 54e                |
| 65                              | Alistair Slater (GBR) -  | 61e                |
| 66                              | Edmund Bradbury (GBR) -  | 65e                |
| 67                              | Alex Frame (NZL) -       | AB-9               |
| 68                              | Russell Downing (GBR) -  | 96e                |
| Directeur sportif : John Herety |                          |                    |

| Israel Cycling Academy ICA 9e      | Israel Cycling Academy ICA 9e | Israel Cycling Academy ICA 9e |
| ---------------------------------- | ----------------------------- | ----------------------------- |
| Num                                | Coureur                       | Pos                           |
| 71                                 | Zakkari Dempster (AUS) -      | 84e                           |
| 72                                 | José Manuel Díaz* (ESP) -     | 44e                           |
| 73                                 | Roy Goldstein (ISR) route     | 95e                           |
| 74                                 | Jason Lowndes* (AUS) -        | 97e                           |
| 75                                 | Krists Neilands* (LET) route  | 10e                           |
| 76                                 | Benjamin Perry* (CAN) -       | 36e                           |
| 77                                 | Guy Sagiv* (ISR) clm          | 80e                           |
| 78                                 | Hamish Schreurs* (NZL) -      | 76e                           |
| Directeur sportif : Óscar Guerrero |                               |                               |

| Unieuro Trevigiani-Hemus 1896 UNI 15e   | Unieuro Trevigiani-Hemus 1896 UNI 15e | Unieuro Trevigiani-Hemus 1896 UNI 15e |
| --------------------------------------- | ------------------------------------- | ------------------------------------- |
| Num                                     | Coureur                               | Pos                                   |
| 81                                      | Abderrahim Zahiri* (MAR) -            | 68e                                   |
| 82                                      | Matías Muñoz* (CHL) -                 | DSQ-6                                 |
| 83                                      | Mattia Viel* (ITA) -                  | AB-9                                  |
| 84                                      | Marco Molteni* (ITA) -                | 67e                                   |
| 85                                      | Simone Ravanelli* (ITA) -             | 50e                                   |
| 86                                      | Dilmurodjon Siddikov* (UZB) -         | AB-9                                  |
| 87                                      | Nicolás Tivani* (ARG) -               | 100e                                  |
| 88                                      | Sergio Vega* (ESP) -                  | 82e                                   |
| Directeur sportif : Cristiano Fumagalli |                                       |                                       |

| H&R Block HRB 14e                 | H&R Block HRB 14e           | H&R Block HRB 14e |
| --------------------------------- | --------------------------- | ----------------- |
| Num                               | Coureur                     | Pos               |
| 91                                | Travis Samuel* (CAN) -      | 88e               |
| 92                                | Alexis Cartier (CAN) -      | 107e              |
| 93                                | Philip Lavery (IRL) -       | 63e               |
| 94                                | Ryan MacAnally (AUS) -      | AB-3              |
| 95                                | Marc-Antoine Nadon* (CAN) - | AB-8              |
| 96                                | Conner O´Brien (CAN) -      | NP-5              |
| 97                                | Chris Prendergast* (CAN) -  | 32e               |
| 98                                | Jure Rupnik (en) (SLO) -    | 93e               |
| Directeur sportif : Maxime Martin |                             |                   |

| Metec-TKH-Mantel MET 13e                 | Metec-TKH-Mantel MET 13e   | Metec-TKH-Mantel MET 13e |
| ---------------------------------------- | -------------------------- | ------------------------ |
| Num                                      | Coureur                    | Pos                      |
| 101                                      | Johim Ariesen (NED) -      | 99e                      |
| 102                                      | Tijmen Eising (NED) -      | 92e                      |
| 103                                      | Jarno Gmelich (NED) -      | 38e                      |
| 104                                      | Jasper Hamelink (NED) -    | 78e                      |
| 105                                      | Sjoerd Kouwenhoven (NED) - | 73e                      |
| 106                                      | Stef Krul* (NED) -         | 66e                      |
| 107                                      | Jasper de Laat* (NED) -    | AB-6                     |
| 108                                      | Jim Lindenburg* (NED) -    | 60e                      |
| Directeur sportif : Adri van Houwelingen |                            |                          |

| GM Europa Ovini GME 11e               | GM Europa Ovini GME 11e    | GM Europa Ovini GME 11e |
| ------------------------------------- | -------------------------- | ----------------------- |
| Num                                   | Coureur                    | Pos                     |
| 111                                   | Adriano Brogi* (ITA) -     | 51e                     |
| 112                                   | Sebastian Lander (DAN) -   | 106e                    |
| 113                                   | Antonio Di Sante (ITA) -   | 58e                     |
| 114                                   | Davide Pacchiardo (ITA) -  | 52e                     |
| 115                                   | Antonio Parrinello (ITA) - | HD-10                   |
| 116                                   | Matteo Rotondi* (ITA) -    | 70e                     |
| 117                                   | Andrea Ruscetta (ITA) -    | HD-10                   |
| 118                                   | Marco Tizza (ITA (ESP) -   | 29e                     |
| Directeur sportif : Alessandro Donati |                            |                         |

| Vorarlberg VOL 8e                     | Vorarlberg VOL 8e              | Vorarlberg VOL 8e |
| ------------------------------------- | ------------------------------ | ----------------- |
| Num                                   | Coureur                        | Pos               |
| 121                                   | Patrick Schelling (SUI) -      | 13e               |
| 122                                   | Sebastian Baldauf (ca) (GER) - | 34e               |
| 123                                   | Reinier Honig (NED) -          | NP-3              |
| 124                                   | Fabian Lienhard (SUI) -        | 49e               |
| 125                                   | Žolt Der (HUN) -               | 102e              |
| 126                                   | Gian Friesecke* (SUI) -        | AB-1              |
| 127                                   | Théry Schir (SUI) -            | 57e               |
| 128                                   | Patrick Jäger* (AUT) -         | AB-6              |
| Directeur sportif : Marcello Albasini |                                |                   |

| Euskadi Basque Country-Murias EUS 7e | Euskadi Basque Country-Murias EUS 7e | Euskadi Basque Country-Murias EUS 7e |
| ------------------------------------ | ------------------------------------ | ------------------------------------ |
| Num                                  | Coureur                              | Pos                                  |
| 131                                  | Beñat Txoperena (ESP) -              | 33e                                  |
| 132                                  | Óscar Rodríguez* (ESP) -             | 42e                                  |
| 133                                  | Cyril Barthe* (FRA) -                | 46e                                  |
| 134                                  | Mikel Bizkarra (ESP) -               | 12e                                  |
| 135                                  | Txomin Juaristi* (ESP) -             | 108e                                 |
| 136                                  | Gotzon Udondo (ESP) -                | 109e                                 |
| 138                                  | Pello Olaberria* (ESP) -             | AB-3                                 |
| Directeur sportif : Jon Odriozola    |                                      |                                      |

| Dauner D&DQ-Akkon TDA NC            | Dauner D&DQ-Akkon TDA NC | Dauner D&DQ-Akkon TDA NC |
| ----------------------------------- | ------------------------ | ------------------------ |
| Num                                 | Coureur                  | Pos                      |
| 141                                 | Philipp Mamos (GER) -    | 62e                      |
| 142                                 | Jan Van Puyvelde (GER) - | AB-3                     |
| 143                                 | Moritz Backofen* (GER) - | AB-9                     |
| 144                                 | Lorenz Fiege (GER) -     | AB-6                     |
| 145                                 | Nico Brenner* (GER) -    | AB-9                     |
| 146                                 | Sven Thurau* (GER) -     | AB-9                     |
| Directeur sportif : Frederik Foehre |                          |                          |

| Kuwait-Cartucho.es KWC 10e        | Kuwait-Cartucho.es KWC 10e    | Kuwait-Cartucho.es KWC 10e |
| --------------------------------- | ----------------------------- | -------------------------- |
| Num                               | Coureur                       | Pos                        |
| 151                               | Davide Rebellin (ITA) -       | 27e                        |
| 152                               | José Manuel Gutiérrez (ESP) - | AB-4                       |
| 153                               | Björn Thurau* (GER) -         | 21e                        |
| 154                               | Stefan Schumacher (GER) -     | 87e                        |
| 155                               | Matt Boys (AUS) -             | HD-10                      |
| 156                               | Awet Gebremedhin (ERY) -      | 37e                        |
| 157                               | Fernando Grijalba (ESP) -     | AB-3                       |
| 158                               | Salaheddine Mraouni (MAR) -   | 104e                       |
| Directeur sportif : Ángel Hurtado |                               |                            |

| Bike Aid BAI 16e              | Bike Aid BAI 16e         | Bike Aid BAI 16e |
| ----------------------------- | ------------------------ | ---------------- |
| Num                           | Coureur                  | Pos              |
| 161                           | Nikodemus Holler (GER) - | 47e              |
| 162                           | Geffroy Langat (KEN) -   | 83e              |
| 163                           | Meron Teshome (ERY) -    | 89e              |
| 164                           | Timo Schafer (GER) -     | AB-1             |
| 165                           | Daniel Bichlmann (GER) - | HD-10            |
| 166                           | Amanuel Mengis* (ERY) -  | AB-5             |
| 167                           | Adne van Engelen (NED) - | 69e              |
| Directeur sportif : Yves Beau |                          |                  |

| Armée de Terre ADT 17e           | Armée de Terre ADT 17e     | Armée de Terre ADT 17e |
| -------------------------------- | -------------------------- | ---------------------- |
| Num                              | Coureur                    | Pos                    |
| 171                              | Damien Gaudin (FRA) -      | 71e                    |
| 172                              | Yann Guyot (FRA) -         | 94e                    |
| 173                              | Kévin Lebreton (FRA) -     | NP-6                   |
| 174                              | Jordan Levasseur* (FRA) -  | 103e                   |
| 175                              | Jérôme Mainard (FRA) -     | 55e                    |
| 176                              | Stéphane Poulhiès (FRA) -  | 72e                    |
| 177                              | Bryan Alaphilippe* (FRA) - | 101e                   |
| 178                              | Thomas Rostollan (FRA) -   | 90e                    |
| Directeur sportif : Jimmy Casper |                            |                        |